# Дравоград
Дравоград (словен. Dravograd) је градић и управно средиште истоимене општине Дравоград, која припада Корушкој регији у Републици Словенији.
По попису из 2011. године насеље Дравоград имало је 3.289 становника.